# Jeremy Boreing
Jeremy Danial Boreing (nacido el 5 de febrero de 1979) es un guionista, director, productor, actor y comentarista político estadounidense. Fue miembro de Coattails Entertainment, una productora, con Kurt Schemper, Joel David Moore y Zachary Levi de 2006 a 2010. Fue el productor y coguionista de la película de terror de 2007 Spiral con Moore, así como de la película de comedia de 2009 Etienne de Jeff Mizushima. Después de la disolución de Coattails, Boreing cofundó el estudio de cine independiente Statement Entertainment con Bill Whittle. También fue columnista invitado de los sitios web conservadores Big Hollywood y Newsbusters, y es cofundador y codirector ejecutivo del sitio web conservador de noticias y opinión The Daily Wire, junto con Ben Shapiro.

## Carrera
Nacido en Slaton, Texas, en una familia judía, comenzó su carrera en un teatro regional histórico local, el Garza, como escritor y productor. En 2002, conoció a su futuro compañero de escritura Joel David Moore, amigo de un amigo, quien ayudó a mover el sofá de Moore con su camioneta. Boreing finalmente se mudó a Los Ángeles a mediados de la década de 2000 para trabajar como productor de cine y guionista. Su primer trabajo en Hollywood fue con Zachary Levi, otro amigo de Lubbock, y Eric McCormack para un piloto de televisión con Big Cattle Productions de Michael C. Forman.
En junio de 2006, se unió a Moore, Levi y Kurt Schemper para formar Coattails Entertainment, una productora cinematográfica. Produjo y coescribió el primer largometraje de la compañía, Spiral, con Moore, quien también dirigió junto a Adam Green.
Ese mismo año, produjo la película de comedia Etienne!, de Jeff Mizushima.
En 2013, fundó junto a Ben Shapiro la organización conservadora de activismo y vigilancia de los medios estadounidenses Truth Revolt.
En 2015, Boreing y Shapiro fundaron The Daily Wire y comenzaron a producir los primeros episodios del podcast The Ben Shapiro Show desde la casa de la piscina de Boreing. Boreing, quien se desempeña como codirector ejecutivo, es referido en broma por el personal y los fanáticos como el "rey dios" de The Daily Wire.
Boreing ha contribuido activamente entre bastidores a PragerU, que produce vídeos conservadores en Internet. Según el cofundador de PragerU, Allen Estrin, a Boreing "se le ocurrió el estilo visual característico del sitio después de que un fotógrafo los persiguiera con un reclamo de uso legítimo; su solución fue utilizar ilustraciones en su lugar".
Boreing se desempeñó como director ejecutivo de Friends of Abe, una organización de redes de bajo perfil para conservadores de Hollywood fundada por Gary Sinise. Durante su mandato como director ejecutivo, Boreing se negó a dar acceso al Servicio de Impuestos Internos a la sección del sitio web de la organización que identificaría a sus miembros, ya que la ley federal no exige dicho acceso.
En noviembre de 2021, Bentkey Services, la empresa de la que Boreing se desempeña como director ejecutivo, presentó una demanda impugnando el mandato de vacuna de OSHA del presidente Joe Biden en un tribunal federal de la Corte de Apelaciones del Sexto Circuito de los Estados Unidos. La Corte Suprema bloqueó la política en un fallo de 6-3 en enero de 2022.
En marzo de 2022, Boreing abrió una línea de maquinillas de afeitar por suscripción llamada Jeremy's Razors, compitiendo abiertamente contra el ex patrocinador del Daily Wire, Harry's Razors.
En abril de 2022, Boreing y el YouTuber Tim Pool compraron un cartel en Times Square que decía "La democracia muere en la oscuridad. Por eso te iluminamos. Taylor Lorenz doxxeó a @Libs of TikTok". En respuesta, Lorenz calificó el cartel como "tan idiota que es hilarante".
Como protesta contra la presentación de la mujer transgénero Fae Johnstone de Hershey's en sus barras de chocolate de edición limitada "HER for SHE" en honor al Día Internacional de la Mujer, Boreing lanzó Jeremy's Chocolates en mayo de 2023.

## Filmografía

### Películas
| Año  | Películas                     | Director | Escritor | Productor |
| ---- | ----------------------------- | -------- | -------- | --------- |
| 2007 | Spiral                        | No       | Sí       | Sí        |
| 2014 | The Arroyo                    | Sí       | Sí       | Sí        |
| 2023 | Lady Ballers                  | Sí       | Sí       | Sí        |
| 2024 | Snow White and the Evil Queen |          | Sí       | Sí        |

Solo productor
- Etienne! (2009)
- Terror on the Prairie (2022)

Solo productor ejecutivo
- Shadowheart (2014)
- Shut In (2022)

Papeles de actuación
| Año  | Película     | Papel               | Notas         |
| ---- | ------------ | ------------------- | ------------- |
| 2007 | Spiral       | Empleado preocupado | Sin acreditar |
| 2023 | Lady Ballers | Entrenador Rob      | Protagonista  |

### Televisión
Productor ejecutivo
| Año       | Título                            | Notas                                 |
| --------- | --------------------------------- | ------------------------------------- |
| 2019-2023 | What We Saw                       |                                       |
| 2021      | Debunked                          |                                       |
| 2021      | The Search                        |                                       |
| 2022      | China: The Enemy Within           |                                       |
| 2022      | Fauci Unmasked                    |                                       |
| 2022      | Adam Carolla: Truth Yeller        |                                       |
| 2022      | That's Not Funny                  |                                       |
| 2022      | Dragons Monsters & Men            |                                       |
| 2023      | Vision and Destiny                |                                       |
| 2023      | Exodus                            |                                       |
| 2023      | Doodles with Noodles              |                                       |
| 2023      | Convicting a Murderer             |                                       |
| 2023      | Chip Chilla                       |                                       |
| 2023      | A Wonderful Day with Mabel Maclay |                                       |
| 2024      | The Pendragon Cycle               | También codirector con Ryan Whittaker |

### Documentales
- What Is a Woman? (2022)
- The Greatest Lie Ever Sold (2022)
- Logos and Literacy (2022)